# Айзель, Гюнтер
Гюнтер Айзель (нем. Günther Eisel; 24 сентября 1901, Бад-Радкерсбург — 29 июня 1975, Грац) — австрийский композитор и музыкальный педагог, вся жизнь которого была связана с музыкальной жизнью Штирии.

## Биография
Айзель окончил Штирийскую консерваторию в 1919 г. (класс композиции Родериха Мойсисовича), в 1929—1938 гг. преподавал там же скрипку, клавир и орган (одновременно с 1935 г. возглавляя Союз музыкантов Штирии). Затем на весь срок нацистского управления Австрией он был отстранён от всех должностей. По окончании Второй мировой войны Айзель в 1945 г. занимался возрождением грацской оперы, в 1945—1952 гг. руководил консерваторией. В 1952—1963 гг. он занимал пост земельного музикдиректора Штирии. До 1973 г. продолжалась преподавательская карьера Айзеля в консерватории.
В композиторском наследии Айзеля преобладает камерная музыка: струнный квартет, сонаты для альта и для фагота и др.
В 1964 г. Айзелю была присуждена музыкальная премия земли Штирия. 1963-1973 преподаватель в Академии музыки и исполнительских искусств Граца (1965 - профессор) .